# 에노모토 다쓰야
에노모토 다쓰야(일본어: 榎本 達也, 1979년 3월 16일 ~ )는 일본의 전 축구 선수이다.

## 구단 경력
과거 요코하마 F. 마리노스, 비셀 고베, 도쿠시마 보르티스, 도치기 SC, FC 도쿄에서 활동하였다.

## 국가대표팀 경력
그는 1998년 아시안 게임에 참가할 일본 U-23 국가대표팀에 발탁되었다. 1999년 FIFA 세계 청소년 축구 선수권 대회에도 선발되었으나 경기에 출전하지는 못하였다.